# Oláh Bence
Oláh Bence (Szeged, 1992. március 26. –) rövidpályás gyorskorcsolyázó.

## Élete

### Magánélete
Hétévesen találkozott először a rövidpályás gyorskorcsolyával, amikor Szegeden látott egy versenyt, és úgy döntött, hogy maga is kipróbálja a sportágat. A szegedi egyesületnél való jelentkezés után azonnal belecsöppent a játékos edzések közepébe.

### Sportkarrierje
Eddigi karrierje során három alkalommal indulhatott már felnőtt világbajnokságon, s mindegyiken az első harmincban végzett. 2010-ben a szófiai rövidpályás gyorskorcsolyázók világbajnokságán 500 méteren bejutott a legjobb 32 közé, ahol futamában harmadik helyen ért célba. Ezzel az eredménnyel bekerülhetett volna a 24 közé, de szabálytalan előzés miatt kizárták, mert az utolsó kanyarban, amikor a harmadik helyen álló versenyző egy pici rést hagyott, megpróbálta kihasználni, de előzés közben hozzáért ellenfeléhez. A manővert a versenybírók szabálytalannak ítélték. Végül a 32. helyen zárta a versenyt. Ugyanitt 1500 méteren – az 52 induló közül – a 24. helyen végzett.
2011 januárjában, a hollandiai Heerenveenben rendezett Európa-bajnokság 1000 méteren a 30., összetettben pedig a 25. helyezést érte el, míg a csapattal 7. lett. Nem sokkal később a Felnőtt Országos Bajnokságon egyéni összetettben a nyolcadik lett, váltóban azonban – a PKSE–Főnix–SZKE vegyescsapatában – az első helyezést érte el. Még ez év márciusban, a sheffieldi világbajnokság 1500 méteres távján a 26., 500 méteren a 33., míg 1000 méteren – kiesve a selejtezőből – a 44. helyen zárt.
Az olaszországi Trentóban zajló 2013. évi téli universiadén – a Béres Bencével, Burján Csabával és Knoch Viktorral alkotta férfi váltó tagjaként – aranyérmet nyer az 5000 méteres távon. 2014 januárjában, a Drezdában zajló rövidpályás gyorskorcsolya Eb-n az 5000 méteres váltóval nem jutott be a döntőbe, végül az ötödik helyen végzett.